# Damdubbel i bordtennis vid olympiska sommarspelen 2004
Damernas dubbel i bordtennis vid olympiska sommarspelen 2004 avgjordes i Galatsi Olympic Hall i Aten mellan 14 och 20 augusti.  Matcherna spelades i bäst av 5 set.

## Medaljörer
| Klass         | Guld                           | Silver                               | Brons                         |
| Dubbel, damer | Kina · Wang Nan · Zhang Yining | Sydkorea · Lee Eun-Sil · Seok Eun-Mi | Kina · Guo Yue · Niu Jianfeng |

## Turneringen

### Kval
| Spelades 14 augusti                   | Spelades 14 augusti | Spelades 14 augusti                        |
| ------------------------------------- | ------------------- | ------------------------------------------ |
| Nesrine Ben Kahia & Olfa Guenni (TUN) | 4 - 2               | Asma Menaifi & Souad Nechab (ALG)          |
| 11-9 11-7 11-5 9-11 8-11 11-8         |                     |                                            |
| Luisana Perez & Fabiola Ramos (VEN)   | 4 - 3               | Berta Rodriguez & Maria Paulina Vega (CHI) |
| 12-14 11-8 6-11 11-7 11-13 11-5 11-7  |                     |                                            |

### Första omgången
| Spelades 15 augusti                               | Spelades 15 augusti | Spelades 15 augusti                       |
| ------------------------------------------------- | ------------------- | ----------------------------------------- |
| I-Hua Huang & Yun-Feng Lu (TPE)                   | 4 - 0               | Nesrine Ben Kahia & Olfa Guenni (TUN)     |
| 11-4 11-4 11-6 11-4                               |                     |                                           |
| Oksana Fadeeva & Galina Melnik (RUS)              | 4 - 3               | Offiong Edem & Cecilia Otu Offiong (NGR)  |
| 7-11 11-3 11-9 11-2 6-11 10-12 11-6               |                     |                                           |
| Petra Cada & Marie-Christine Roussy (CAN)         | 4 - 1               | Maria Mirou & Archontoula Volakaki (GRE)  |
| 11-8 4-11 11-7 11-9 11-8                          |                     |                                           |
| Nikoleta Stefanova & Wenling Tan Monfardini (ITA) | 4 - 3               | Bose Kaffo & Funke Oshonaike (NGR)        |
| 11-9 11-6 12-10 10-12 5-11 10-12 11-9             |                     |                                           |
| Paey Fern Tan & Xueling Zhang (SIN)               | 4 - 0               | Whitney Ping & Jasna Reed (USA)           |
| 11-8 11-4 11-5 13-11                              |                     |                                           |
| Chunli Li & Karen Li (NZL)                        | 4 - 2               | Jian Fang Lay & Miao Miao (AUS)           |
| 12-10 8-11 6-11 11-5 11-2 14-12                   |                     |                                           |
| Renata Strbikova & Alena Vachovcova (CZE)         | 4 - 2               | Mariany Nonaka & Ligia Silva Santos (BRA) |
| 11-2 11-4 7-11 6-11 11-9 11-9                     |                     |                                           |
| Tawny Banh & Jun Gao (USA)                        | 4 - 0               | Luisana Perez & Fabiola Ramos (VEN)       |
| 11-3 11-4 11-6 11-6                               |                     |                                           |

### Andra omgången
Paren i den högra kolumnen stod över första omgången.
| Spelades 16 augusti                               | Spelades 16 augusti | Spelades 16 augusti                           |
| ------------------------------------------------- | ------------------- | --------------------------------------------- |
| I-Hua Huang & Yun-Feng Lu (TPE)                   | 4 - 3               | Tatyana Logatzkaya & Veronika Pavlovich (BLR) |
| 10-12 10-12 11-7 7-11 14-12 11-9 11-7             |                     |                                               |
| Oksana Fadeeva & Galina Melnik (RUS)              | 2 - 4               | Sui Fei Lau & Ling Lin (HKG)                  |
| 8-11 7-11 5-11 11-8 13-11 8-11                    |                     |                                               |
| Petra Cada & Marie-Christine Roussy (CAN)         | 0 - 4               | Svetlana Ganina & Irina Palina (RUS)          |
| 5-11 2-11 7-11 6-11                               |                     |                                               |
| Nikoleta Stefanova & Wenling Tan Monfardini (ITA) | 4 - 2               | Tatyana Kostromina & Viktoria Pavlovich (BLR) |
| 11-7 10-12 11-13 11-5 11-7 11-7                   |                     |                                               |
| Paey Fern Tan & Xueling Zhang (SIN)               | 4 - 1               | Mihaela Steff & Adriana Zamfir (ROU)          |
| 8-11 11-6 12-10 11-9 11-8                         |                     |                                               |
| Chunli Li & Karen Li (NZL)                        | 4 - 1               | Nicole Struse & Elke Wosik (GER)              |
| 11-6 11-7 11-7 10-12 11-6                         |                     |                                               |
| Renata Strbikova & Alena Vachovcova (CZE)         | 1 - 4               | Tamara Boros & Cornelia Vaida (CRO)           |
| 11-9 8-11 8-11 7-11 3-11                          |                     |                                               |
| Tawny Banh & Jun Gao (USA)                        | 0 - 4               | Bok Rae Kim & Kim Kyung-Ah (KOR)              |
| 4-11 3-11 7-11 9-11                               |                     |                                               |

### Tredje omgången
Paren i den högra kolumnen stod över första och andra omgången.
| Spelades 16 augusti                               | Spelades 16 augusti | Spelades 16 augusti                   |
| ------------------------------------------------- | ------------------- | ------------------------------------- |
| I-Hua Huang & Yun-Feng Lu (TPE)                   | 0 - 4               | Guo Yue & Niu Jianfeng (CHN)          |
| 9-11 4-11 6-11 2-11                               |                     |                                       |
| Sui Fei Lau & Ling Lin (HKG)                      | 2 - 4               | Ai Fujinuma & Aya Umemura (JPN)       |
| 9-11 11-6 9-11 10-12 11-7 7-11                    |                     |                                       |
| Svetlana Ganina & Irina Palina (RUS)              | 0 - 4               | Ah Sim Song & Yana Tie (HKG)          |
| 7-11 6-11 7-11 7-11                               |                     |                                       |
| Nikoleta Stefanova & Wenling Tan Monfardini (ITA) | 0 - 4               | Wang Nan & Zhang Yining (CHN)         |
| 6-11 3-11 10-12 12-14                             |                     |                                       |
| Paey Fern Tan & Xueling Zhang (SIN)               | 0 - 4               | Lee Eun-Sil & Seok Eun-Mi (KOR)       |
| 12-14 7-11 7-11 8-11                              |                     |                                       |
| Chunli Li & Karen Li (NZL)                        | 2 - 4               | Kim Hyang-Mi & Hyon Hui Kim (KOR)     |
| 8-11 13-11 6-11 13-11 5-11 4-11                   |                     |                                       |
| Tamara Boros & Cornelia Vaida (CRO)               | 4 - 1               | Csilla Batorfi & Krisztina Toth (HUN) |
| 11-6 9-11 11-9 11-3 11-3                          |                     |                                       |
| Bok Rae Kim & Kim Kyung-Ah (KOR)                  | 4 - 3               | Jing Junhong & Li Jiawei (SIN)        |
| 9-11 11-5 12-10 8-11 9-11 11-8 11-8               |                     |                                       |

### Kvartsfinaler
| Spelades 18 augusti              | Spelades 18 augusti | Spelades 18 augusti                 |
| -------------------------------- | ------------------- | ----------------------------------- |
| Guo Yue & Niu Jianfeng (CHN)     | 4 - 2               | Ai Fujinuma & Aya Umemura (JPN)     |
| 11-3 12-10 9-11 12-14 11-4 11-8  |                     |                                     |
| Wang Nan & Zhang Yining (CHN)    | 4 - 2               | Ah Sim Song & Yana Tie (HKG)        |
| 11-4 3-11 11-13 11-8 12-10 11-8  |                     |                                     |
| Lee Eun-Sil & Seok Eun-Mi (KOR)  | 4 - 2               | Kim Hyang-Mi & Hyon Hui Kim (PRK)   |
| 12-10 4-11 11-9 11-8 9-11 11-7   |                     |                                     |
| Bok Rae Kim & Kim Kyung-Ah (KOR) | 4 - 0               | Tamara Boros & Cornelia Vaida (CRO) |
| 11-4 11-5 11-3 11-8              |                     |                                     |

### Semifinaler
| Spelades 19 augusti              | Spelades 19 augusti | Spelades 19 augusti              |
| -------------------------------- | ------------------- | -------------------------------- |
| Wang Nan & Zhang Yining (CHN)    | 4 - 2               | Guo Yue & Niu Jianfeng (CHN)     |
| 11-7 13-11 9-11 13-11 6-11 13-11 |                     |                                  |
| Lee Eun-Sil & Seok Eun-Mi (KOR)  | 4 - 0               | Bok Rae Kim & Kim Kyung-Ah (KOR) |
| 11-6 12-10 11-7 11-2             |                     |                                  |

### Bronsmatch
| Spelades 20 augusti                | Spelades 20 augusti | Spelades 20 augusti              |
| ---------------------------------- | ------------------- | -------------------------------- |
| Guo Yue & Niu Jianfeng (CHN)       | 4 - 3               | Bok Rae Kim & Kim Kyung-Ah (KOR) |
| 11-7 5-11 11-4 11-9 7-11 9-11 11-9 |                     |                                  |

### Final
| Spelades 20 augusti           | Spelades 20 augusti | Spelades 20 augusti             |
| ----------------------------- | ------------------- | ------------------------------- |
| Wang Nan & Zhang Yining (CHN) | 4 - 0               | Lee Eun-Sil & Seok Eun-Mi (KOR) |
| 11-9 11-7 11-6 11-6           |                     |                                 |